# N. ou M. ?
N ou M ?
N. ou M. ? (titre original : N or M?) est un roman policier écrit par Agatha Christie, publié en 1941, et mettant en scène les personnages récurrents Tuppence et Tommy Beresford. Il est publié en novembre de la même année au Royaume-Uni et en 1948 en France.
Pour le troisième roman de cette série, Agatha Christie renoue avec le genre du roman d'espionnage, ce qui est d'autant plus d'actualité que ses héros, qui ont vieilli d'une douzaine d'années depuis Le Crime est notre affaire (1929), assistent aux premiers tourments de la Seconde Guerre mondiale. Le roman tient à la fois du whodunit classique et du récit d'action propre au roman d'espionnage.
L'intrigue se déroule en avril-mai 1940, durant la bataille de France après le début de la Seconde Guerre mondiale. Tuppence et Tommy Beresford s'ennuient dans leur vie quotidienne quand, soudain, une vieille connaissance des services secrets leur propose de s'installer dans un hôtel de la côte anglaise pour enquêter sur un dangereux agent secret nazi parmi sa clientèle de militaires retraités, de vieilles commères et de couples amoureux.

## Personnages

### Les enquêteurs
- Tuppence et Tommy Beresford : les héros du roman
- M. Grant : agent des services secrets britanniques ; il demande aux Beresford d'enquêter

### Les suspects
- Eileen Perenna : « femme entre deux âges », gérante de la pension de famille « Sans Souci »
- Sheila Perenna : jeune femme d'une vingtaine d'années, fille de la gérante, amoureuse de Karl von Deinim
- M. Bletchley : major à la retraite
- Mme Sprot : mère dévouée de Betty, sa fillette de deux ans
- Alfred Cayley : homme d'affaires retraité et hypocondriaque
- Elizabeth Cayley : son épouse soumise
- Mme Minton : vieille femme du troisième âge, « maigre et anguleuse »
- Karl von Deinim : jeune chimiste allemand, blond aux yeux bleus, ayant fui son pays
- Mme O’Rourke : femme grande et obèse, marchande de souvenirs londonienne d'origine irlandaise
- M. Haydock : capitaine de frégate
- Appledore : homme-à-tout-faire du commandant Haydock
- Anthony (« Tony ») Marsdon : ami de Deborah Beresford
- Wanda Polonska : mystérieuse polonaise blonde qui rôde autour de la pension Sans Souci
- Beatrice : femme de chambre « reniflante et débile » de Mme Perenna

### Autres personnages
- « M. Meadowes » (alias Tommy Beresford)
- « Mme Blenkensop » (alias Tuppence Beresford)
- Derek et Deborah Beresford : les deux enfants de Tommy et Tuppence
- Albert : ami intime des Beresford ; gérant de pub
- Betty Sprot : fillette (âgée de deux ans) de Mme Sprot

## Résumé
Le récit est composé de 16 chapitres.

### Mise en place de l'intrigue
Chapitres 1 et 2.
En mai 1940, alors que l'Europe est plongée dans les débuts de la Seconde Guerre mondiale et que la Bataille de France vient de commencer, Tommy et Tuppence, maintenant parents de deux enfants à leur tour établis, se morfondent en déplorant leur non-implication dans la lutte qui est menée sur le territoire britannique contre les manœuvres de la « Cinquième colonne ».
Tommy réussit néanmoins à se faire proposer une mission par M. Grant, du contre-espionnage britannique, qui lui impose de ne pas révéler à son épouse ses agissements à venir. Mais Tuppence, fine mouche, parvient à découvrir la teneur de la mission secrète en écoutant les deux hommes par la serrure de la porte de la bibliothèque.
Tommy et Tuppence apprennent que les services secrets britanniques ont découvert récemment qu'un ou ou deux agents secrets allemands sont susceptibles d'avoir été envoyés en Grande-Bretagne pour préparer l'invasion prochaine de l'île : l'agent « N » serait un homme, tandis que l'agent « M » serait une femme. On ignore lequel des deux agents a été envoyé, ou s'ils ont été envoyés ensemble. La mission de Tommy est de tenter de démasquer « N » et/ou « M », qui se trouverai(en)t dans la modeste pension de famille Sans Souci située à Leahampton (nom fictif), station balnéaire du sud de l'Angleterre.
Se présentant comme étant M. Meadowes, un militaire veuf, Tommy arrive à la pension dans laquelle il doit loger et secrètement enquêter. La propriétaire, Mme Perenna, lui présente les autres clients parmi lesquels il a la surprise de retrouver sa femme Tuppence qui est arrivée la veille sous la fausse identité de Mme Blenkensop. Cette dernière lui sera très utile durant toute la mission dans la mesure où personne ne sait qu'ils sont mariés.

### Les débuts de l'enquête
Chapitres 3 à 8.
Tommy se lie d'amitié feinte avec le major Bletchley en jouant avec lui au golf, ainsi qu'avec un voisin, le capitaine de frégate Haydock. Il parvient aussi, par le biais d'un stratagème, à changer de chambre dans le but de dormir dans la chambre située en face de celle de Tuppence.
Pour sa part Tuppence a plusieurs conversations avec Eileen Perenna (dont elle fouille la chambre, et en particulier le bureau), avec le couple Cayley, Mme Minton, Mme O'Rourke, Mme Sprot. Elle observe le comportement étrange de Karl von Deinim et comprend que Sheila Perenna en est tombée amoureuse. Elle rencontre à deux reprises une mystérieuse femme blonde d'origine slave qui rôde autour de la pension Sans Souci. Tuppence joue aussi à plusieurs reprises avec Betty, la petite fille âgée de deux ans de Mme Sprot, et se prend d'affection pour l'enfant, en qui elle revoit l'enfance de ses propres enfants.
À ce stade l'enquête, le major Bletchley et Mme Perenna sont les principaux suspects du couple Beresford.
Vers la mi-juin, un événement aussi imprévu que terrible se produit : Betty est enlevée par la mystérieuse femme blonde. Des recherches actives ont lieu et une course-poursuite s'ensuit : la femme est retrouvée aux abords des falaises de Leahampton, tenant la fillette près d'elle. Mme Sprot s'empare d'une arme à feu et abat la femme, récupérant Betty saine et sauve. L'enquête qui a lieu peu après révèle que la femme s'appelait Wanda Polonska et qu'elle était une réfugiée polonaise arrivée récemment en Grande-Bretagne. L'enquête se conclut sur l'acquittement de Mme Sprot, qui a agi en état de légitime défense, et sur le fait que Wanda Polonska avait pu agir dans un accès de démence, lié au traumatisme de l'invasion de son pays et de son arrivée soudaine sur le sol anglais.
Les résidents de la pension apprennent que Karl von Deinim vient d'être arrêté par la police : en tant que réfugié allemand, il est un suspect et doit faire l'objet d'un internement administratif.

### L'enlèvement de Tommy et la riposte de Tuppence
Chapitres 9 à 13.
Sans l'avoir spécialement recherché et par suite d'un coup du sort invraisemblable, Tommy découvre l'identité de « N », l'espion allemand masculin. Ce dernier, se voyant découvert, fait mine de faire raccompagner Tommy à la pension de famille, mais alerte « M », qui assomme Tommy avec un marteau. Tommy est ensuite retenu prisonnier dans une cave.
Sans nouvelle de son époux depuis 24 heures, Tuppence vit un calvaire et sollicite l'aide de son vieil ami Albert. Arrivé sur les lieux, celui-ci fait des recherches sommaires, et par une coïncidence pour le moins extraordinaire, découvre l'endroit où Tommy est séquestré.
Peu après, Tuppence est avertie par un message codé que Tommy est libre et qu'il lui demande de se rendre à un village voisin. Tuppence s'y rend et rencontre Anthony (dit Tony) Marsdon, un ami de sa fille Deborah. Le jeune homme, qui travaille pour les services secrets, lui apprend qu'une agente allemande a été interceptée la nuit précédente, et qu'on sait où elle devait se rendre. Tuppence accepterait-elle la délicate mission de prendre la place de l'espionne allemande, désormais sous les verrous, de se rendre au point de rendez-vous et de se faire passer pour elle ? Sans hésiter, Tuppence accepte.
Sur les conseils de Marsdon, Tuppence se grime et se maquille, et se rend à la demeure du Dr Binion, un dentiste de Leatherbarrow, un petit village situé à quelques miles de Leahampton. Arrivée au lieu de rendez-vous, elle a la surprise de découvrir, à son tour, l'identité de « N » : elle est faite prisonnière et l'espion allemand lui enjoint, non seulement de révéler tout ce qu'elle sait, mais aussi de restituer un objet très important (dont Tuppence ignore la nature), faute de quoi elle sera torturée ou exécutée.

### Dénouement et révélations finales
Chapitres 14 à 16.
Tuppence est libérée in extremis par Grant et ses hommes du contre-espionnage, et apprend que Tommy a été libéré lui aussi quelques minutes auparavant. Lors de l'assaut, « N » reçoit une balle dans la poitrine et en meurt.
En discutant avec « N » et en apprenant son exigence qu'elle restitue un objet inconnu, Tuppence a compris qui était sa complice « M ». Elle demande à Grant de prendre les meilleurs véhicules et de se rendre immédiatement à la pension Sans Souci où l'on pourra arrêter l'espionne nazie. Guidés par Tuppence, Grant et ses hommes se rendent donc à la pension, et l'agente « M » est arrêtée.
Tuppence explique alors les tenants et aboutissants de l'affaire, mettant ainsi hors de cause notamment le major Bletchley et Mme Perenna, qui étaient les principaux suspects du couple Beresford au début de l’enquête.
D'abord, Anthony (dit Tony) Marsdon, n'était pas un ami de Deborah, et le message la convoquant pour une mission chez le dentiste était un faux. L'homme était adhérent au parti nazi. Mais il ignorait que Tuppence l'avait percé à jour et qu'elle avait pris ses précautions : Grant et ses hommes l'avaient suivie de loin, ce qui leur avait permis d'intervenir rapidement.
Par ailleurs, il est révélé que « N » était le commandant Haydock, et que « M » était l'innocente Mme Sprot. Betty n'était pas sa vraie fille ; elle était la fille de Wanda Polonska qui, loin d'être folle, voulait à tout prix récupérer Betty. C'est pour l'empêcher de parler que Mme Sprot avait tué la jeune femme. Peu après la mort de « N » et l'arrestation de « M », un cahier secret, découvert par Tuppence et contenant une importante liste de personnes, permet l'arrestation d'un certain nombre d'espions et de saboteurs pro-allemands ; leur arrestation porte un coup fatal aux projets d'Hitler d'envahir la Grande-Bretagne durant l'été 1940. C'était ce cahier que « N » (commandant Haydock) voulait récupérer, le croyant en la possession de Tuppence.
Enfin, on découvre que le vrai Karl est décédé, et que le Karl de la pension n'était pas un réfugié allemand mais un patriote anglais qui avait pris sa place et qui procédait à une enquête parallèle au sein de la pension Sans Souci. 
Le roman se termine sur la scène d'un bal où la vérité concernant Karl est révélée à Sheila Perenna qui, secrètement amoureuse du jeune homme, tombe dans ses bras. Derek et Deborah Beresford regardent leurs parents s'enlacer tendrement les mains. Pour leur part, ceux-ci tombent d'accord pour adopter la petite Betty désormais orpheline.

## Commentaires

### Écriture
Pendant la Bataille de France, Agatha Christie a écrit deux romans à la fois, alternant entre N. ou M. ? et Un cadavre dans la bibliothèque sorti la même année.

### L'enquête du MI5

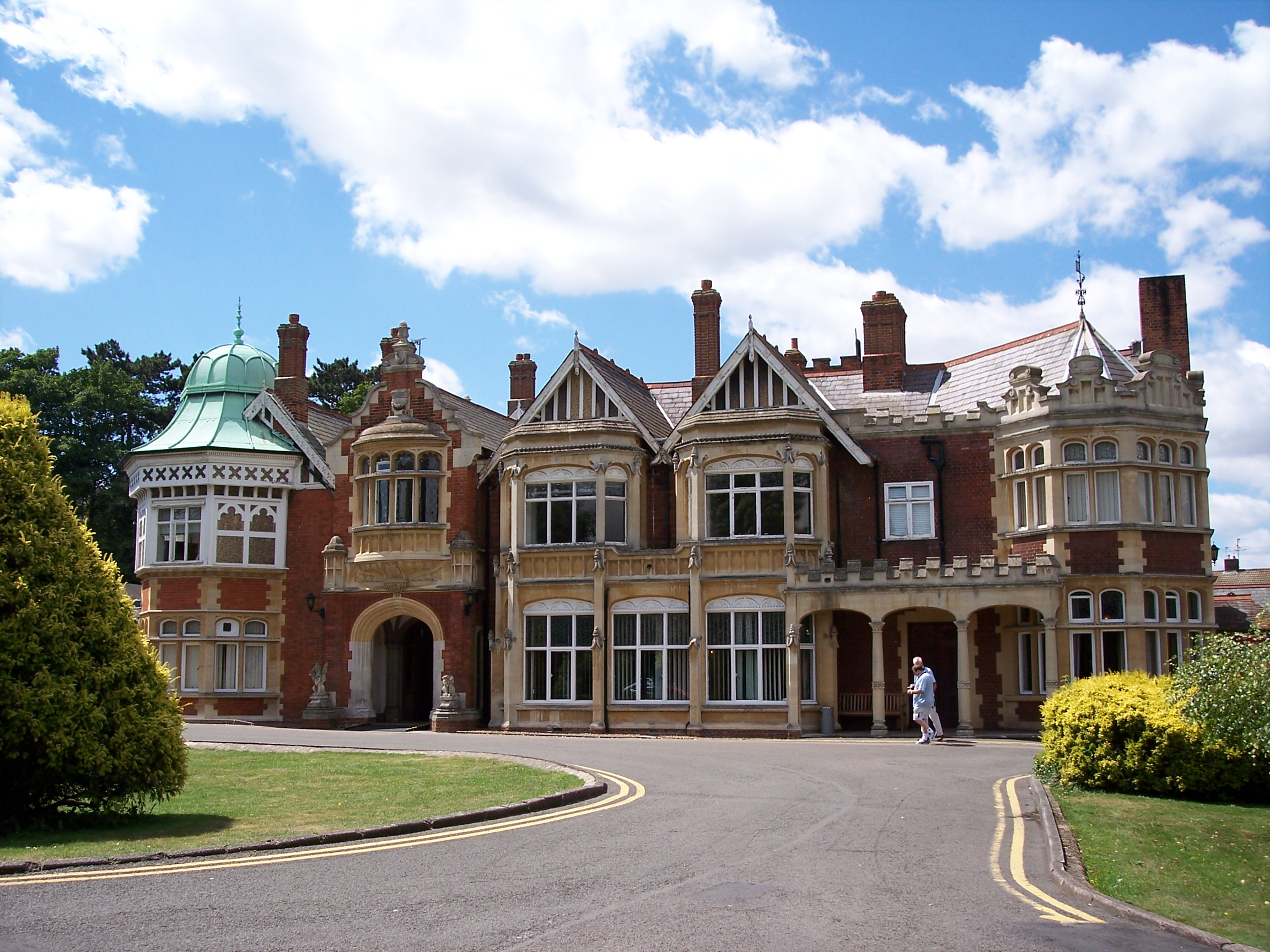
Bletchley Park, où le MI 5 avait un centre de recherche pendant la Seconde Guerre mondiale.

Dans les années 1941-1942, le service de contre-espionnage britannique MI 5 a un temps enquêté sur Agatha Christie, car dans le roman elle mettait en scène le major Bletchley. Or les services secrets britanniques avaient un centre de recherche ultrasecret à Bletchley Park, où étaient notamment décryptés les messages de la machine Enigma, et craignaient que Christie n'y ait un informateur,.

## Éditions
- (en) N or M?, New York, Dodd, Mead and Company, 1941, 289 p.
- (en) N or M?, Londres, Collins Crime Club, novembre 1941, 192 p.
- N. ou M. ? (trad. Michel Le Houbie), Paris, Librairie des Champs-Élysées, coll. « Le Masque » (no 353), 1948, 245 p.
- N ou M? (trad. Jean-Marc Mendel), dans : L'Intégrale : Agatha Christie (trad. de l'anglais, préf. Jacques Baudou), t. 7 : Les années 1940-1944, Paris, Librairie des Champs-Élysées, coll. « Les Intégrales du Masque », 1994, 1170 p. (ISBN 2-7024-2240-3) À noter que le nouveau titre français, à l'instar du titre original, ne met pas de points après les initiales du titre.